# Джарретт, Эндрю
Эндрю Джарретт (англ. Andrew Jarrett; род. 9 января 1958, Белпер, Дербишир) — британский теннисист, теннисный тренер и судья. Победитель одного турнира ATP в парном разряде и игрок сборной Великобритании в Кубке Дэвиса, рефери Уимблдонского турнира с 2006 по 2019 год.

## Биография
Начал играть в теннис в раннем детстве и к 8 годам считался игроком-вундеркиндом. Успешно выступал на юношеском уровне и к 21 году был второй ракеткой Великобритании среди профессионалов, однако в мировом рейтинге в одиночном разряде не поднимался выше середины второй сотни. Своих лучших результатов достиг в парном разряде. С 1977 по 1983 год играл в основной сетке Уимблдонского турнира, по несколько раз участвовал также в Открытых чемпионатах Австралии и США. В Открытом чемпионате Австралии 1978/79 дошёл до полуфинала в паре с Джонатаном Смитом, а в 1982 с этим же партнёром выиграл Открытый чемпионат Новой Зеландии в Окленде. Ещё пять раз на протяжении карьеры играл в парных финалах в турнирах Гран-при, в начале 1983 года поднявшись в парном рейтинге ATP до 85-го места. С 1981 по 1983 год также представлял сборную Великобритании в Кубке Дэвиса, одержав 3 победы в 9 играх и в первый год выступлений за сборную пробившись с ней в полуфинал Мировой группы.
По завершении игровой карьеры работал теннисным тренером, участвовал в подготовке олимпийских сборных Великобритании в 1988 и 1992 годах, а также в подготовке женских сборных к участию в Кубке Федерации и Кубке Уайтмен. В это же время начал судить теннисные матчи как судья на вышке, в том числе в рамках Кубка Дэвиса и Кубка Федерации. На протяжении четырёх лет занимал пост рефери отборочного этапа Уимблдонского турнира, а в 2006 году сменил Алана Миллза в должности рефери основного турнира. По окончании Уимблдонского турнира 2019 года покинул пост рефери, который занял опытный судья Джерри Армстронг.

## Финалы за карьеру

### Парный разряд (1-5)
| Результат | №  | Дата            | Турнир                  | Покрытие | Партнёр        | Соперники в финале              | Счёт в финале |
| --------- | -- | --------------- | ----------------------- | -------- | -------------- | ------------------------------- | ------------- |
| Поражение | 1. | 8 января 1979   | Окленд, Новая Зеландия  | Хард     | Джонатан Смит  | Бернард Миттон Ким Уорик        | 3-6, 6-2, 3-6 |
| Поражение | 2. | 25 марта 1979   | Нанси, Франция          | Хард(i)  | Робин Дрисдейл | Карл Майлер Клаус Эберхард      | 6-4, 6-7, 3-6 |
| Поражение | 3. | 8 сентября 1980 | Борнмут, Великобритания | Грунт    | Джонатан Смит  | Леннерт Эдвардс Эдди Эдвардс    | 3-6, 7-6, 6-8 |
| Поражение | 4. | 26 октября 1981 | Париж, Франция          | Хард(i)  | Джонатан Смит  | Илие Настасе Янник Ноа          | 4-6, 4-6      |
| Поражение | 5. | 10 января 1982  | Аделаида, Австралия     | Трава    | Джонатан Смит  | Ким Уорик Марк Эдмондсон        | 5-7, 6-4, 6-7 |
| Победа    | 1. | 17 января 1982  | Окленд, Новая Зеландия  | Хард     | Джонатан Смит  | Роберт ван'т Хоф Ларри Стефанки | 7-5, 7-6      |